# Evangelio de los hebreos

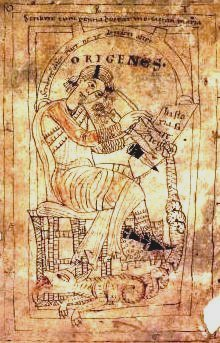
Orígenes es el Padre de la Iglesia más estrechamente asociado con el uso del Evangelio de los hebreos como un texto probatorio para la exégesis bíblica.

El Evangelio de los hebreos (en griego antiguo: εὐαγγέλιον τὸ καθ' Ἑβραίους) o Evangelio según los hebreos fue un evangelio judeocristiano sincrético que sobrevive solo como breves citas de los Padres de la Iglesia (como Ireneo de Lyon, Clemente de Alejandría, Orígenes, Eusebio de Cesarea, Jerónimo, entre otros) que conservan fragmentos del texto original. Los fragmentos contienen tradiciones de la preexistencia de Jesús, su encarnación, su bautismo y su probable tentación, junto con algunos de sus dichos. Las características distintivas incluyen una cristología que se caracteriza por la creencia de que el Espíritu Santo es la madre divina de Jesús y una primera aparición de la resurrección a Santiago el Justo, mostrando un gran respeto por Jacobo como el líder de la iglesia judeocristiana en Jerusalén. Probablemente fue compuesto en griego en las primeras décadas del siglo II, y se cree que habría sido utilizado por los cristianos judíos de habla griega en Egipto durante ese siglo.
Es el único evangelio judeocristiano al cual los Padres de la Iglesia se refieren por su nombre, creyendo que solamente había un Evangelio hebreo, tal vez en diferentes versiones. Pasajes del Evangelio fueron citados o resumidos por tres Padres alejandrinos: Clemente, Orígenes y Dídimo el Ciego; también fue citado por Jerónimo, ya sea directamente o a través de los comentarios de Orígenes. El evangelio fue utilizado como un complemento a los evangelios canónicos para proporcionar material de origen a sus comentarios basados en las Escrituras. Eusebio de Cesarea lo incluyó en su lista de los escritos disputados, conocidos como los Antilegomena, señalando que fue utilizado por los «hebreos» dentro de la Iglesia; cayendo en desuso cuando el canon del Nuevo Testamento fue codificado en el final del siglo IV.
Los eruditos modernos clasifican el Evangelio de los hebreos como uno de los tres evangelios judeocristianos, junto con el evangelio de los nazarenos y el evangelio de los ebionitas. Todos se conocen hoy en día solamente a partir de fragmentos que se conservan en citas de los Padres de la Iglesia. La relación entre los evangelios judeocristianas y un hipotético Evangelio hebreo original sigue siendo una especulación.

## Origen y características
El Evangelio de los hebreos es el único evangelio judeocristiano al cual los Padres de la Iglesia se refieren por su nombre. El lenguaje de la composición se piensa que fue el griego. La procedencia se ha asociado con Egipto; probablemente comenzó a circular en Alejandría, en las primeras décadas del siglo II y fue utilizado por las comunidades judeocristianas de habla griega de allí. Las comunidades a las que pertenecían eran tradicionales, cristianos conservadores que siguieron las enseñanzas de la iglesia cristiana primitiva en Jerusalén, la integración de su comprensión de Jesús con la estricta observancia de las costumbres y las leyes judías, que ellos consideraban esenciales para la salvación. A pesar de esto, el Evangelio no muestra ninguna conexión con otra literatura judeocristiana, ni parece estar basada en el Evangelio de Mateo o los otros evangelios canónicos de lo que hoy es el cristianismo ortodoxo. En cambio, parece ser tomado de formas orales alternativas de las mismas tradiciones subyacentes. Algunos de los fragmentos sugieren una influencia gnóstica sincrética, mientras que otros apoyan estrechos vínculos con la literatura sapiencial judía tradicional.

## Contenido
El Evangelio de los hebreos se conserva en fragmentos citados o resumidos por varios Padres de la Iglesia. La extensión total del evangelio original es desconocida; de acuerdo a una lista de obras canónicas y apócrifas elaboradas en el siglo IX, conocida como la Estequiometría de Nicéforo, el evangelio constaba de 2200 líneas, solo 300 líneas más corto que Mateo. Basándose en los fragmentos conservados, la estructura general del evangelio parece haber sido similar a la de los canónicos. Consistía en una narración de la vida de Jesús, que incluía su bautismo, la tentación, su Transfiguración, su última cena, su crucifixión y  Resurrección de Jesús. El evangelio también contenía dichos de Jesús. Los acontecimientos de la vida de Jesús se han interpretado de una manera que refleja las ideas judías presentes en un entorno cultural helenístico.
Existe un amplio acuerdo sobre las siete citas mencionadas por Philipp Vielhauer en la crítica tercera edición alemana de la obra New Testament Apocrypha de Schneemelcher, traducida por George Ogg. Las traducciones siguientes siguen el orden de Vielhauer:

1. Cuando Cristo quiso venir sobre la tierra a los hombres, el buen Padre convocó a un gran poder en el cielo, que se llamaba Miguel, y encomendó a Cristo al cuidado de los mismos. Y el poder vino al mundo y fue llamado María y Cristo estuvo en su seno siete meses.
(Cirilo de Jerusalén, Discurso sobre María Theotokos 12)

El fragmento 1 identifica a Jesús como el hijo del Espíritu Santo; esta idea se encuentra también en la Epístola copta de Santiago, otra indicación del origen egipcio del evangelio.

2. Y aconteció que cuando el Señor llegó hasta fuera del agua, toda la fuente del Espíritu Santo descendió sobre él y descansó sobre él y le dijo: Hijo mío, en todos los profetas estaba yo esperando por ti para que tú vengas y yo pueda descansar en ti. Porque tú eres mi reposo; tú eres mi Hijo primogénito que reinas por siempre.
(Jerónimo, Comentario de Isaías 4).

El fragmento 2 utiliza el lenguaje de la literatura sapiencial judía, pero la aplica al Espíritu Santo: el Espíritu ha esperado en vano a través de todos los profetas por el Hijo. El «descanso» que el Espíritu Santo se encuentra en el Hijo pertenece a la idea gnóstica cristiana del preexistente Redentor que finalmente se encarna en Jesús.

3. Aun así hizo mi madre, el Espíritu Santo, me tomó por uno de mis cabellos y me llevó a la gran montaña Tabor.
(Orígenes, Comentario de Juan 2.12.87).

Los fragmentos 2 y 3 dan relatos del bautismo y la tentación o la transfiguración, la primavera del generalizado mito grecorromano del descenso de la Sabiduría divina de Jesús; esto subyace en los pasajes paralelos en los evangelios de Mateo (11:25-30), Lucas (7:18-35 y 11:49-51) y Juan (1:1-18), así como en el Evangelio de Tomás. Las diferencias entre el fragmento 3 y los evangelios canónicos ortodoxos son considerables: la narración en tercera persona lo ha convertido en un relato del mismo Jesús, Satanás es sustituido por el Espíritu Santo, y el Espíritu Santo es identificado como la madre de Jesús.

4a. El que se admiró, reinará; y el que reinó, descansará.
(Clemente, Stromata 2.9.45.5).

4b. El que pide, no cejará hasta que encuentre. Y en encontrando, se llenará de estupor; y en llenándose de estupor, reinará; y en reinando, descansará. (Clemente, Stromata 5.14.96.3).

El fragmento 4 es una «cadena de dichos», buscar–encontrar–maravillarse–reinar–descansar, la descripción de los pasos hacia la salvación, donde «descansar» equivale al estado de la salvación. El dicho es similar a los temas que se encuentran en literatura sapiencial judía, y la similitud con un dicho en el Evangelio de Tomás sugiere que el texto puede haber sido influenciado por la enseñanza sabiduría gnóstica.

5. Y nunca estéis contentos sino cuando miréis a vuestro hermano con amor.
 (Jerónimo, Comentario de Efesios 3).

6. En el evangelio según los Hebreos, se cuenta entre los crímenes mayores: Él que ha causado tristeza al alma de su hermano. (Jerónimo, Comentario de Ezequiel 6).

Los fragmentos 5 (sobre Efesios 5:4) y 6 (sobre Ezequiel 18:7) son dichos éticos de Jesús, lo que sugiere que estas enseñanzas forman una parte importante del evangelio.

7. También el evangelio llamado según los Hebreos (...) refiere después de la resurrección lo siguiente: Mas el Señor, después de haber dado la sábana al criado del sacerdote, se fue hacia Jacobo y se le apareció. Porque Jacobo había hecho voto de no comer pan desde aquella hora en que bebió el cáliz del Señor hasta tanto que le fuera dado verle resucitado de entre los muertos. Y poco después el Señor le dijo: Traed la mesa y el pan. Y a continuación se añade: Tomó un poco de pan, lo bendijo, lo partió y se lo dio a Jacobo el Justo, diciéndole: Hermano mío, come tu pan, porque el Hijo del hombre ha resucitado de entre los muertos.
(Jerónimo, De viris inlustribus 2).

El fragmento 7 enfatiza la importancia de Jacobo, el hermano de Jesús y jefe del movimiento judeocristiano en Jerusalén después de la muerte de Jesús, testimoniando con ello el carácter judío de la comunidad del evangelio.
Además de las citas directas, otras historias del Evangelio fueron resumidas o citadas por los Padres de la Iglesia. Las traducciones de abajo son de Vielhauer y Strecker (1991), excepto «b2», que es de Klauck (2003):

a. (La Escritura) parece llamar a Mateo «Leví» en el Evangelio de Lucas. Sin embargo, no se trata de una misma persona. Más bien Matías, que fue instalado (como apóstol) en lugar de Judas, y Levi son la misma persona con un nombre doble. Esto queda claro en el Evangelio de los hebreos.
 (Dídimo el Ciego, Comentario de los Salmos 184.9–10).

El resumen de un pasaje del evangelio identifica Matías, en lugar de Mateo, como el nombre del cobrador de impuestos que fue llamado a seguir a Jesús.

b1. Y él (Papías) ha aportado otra historia de una mujer que fue acusada de muchos pecados delante del Señor, que está contenida en el Evangelio según los Hebreos.
(Eusebio, Historia de la Iglesia 3.39.17).

La citación por Eusebio de una historia que encontró en los escritos de Papías se cree que hace referencia a una versión alternativa del relato en el evangelio de Juan, acerca de Jesús y la mujer sorprendida en adulterio.

b2. Se relata en algunos evangelios que una mujer fue condenada por los judíos a causa de un pecado y fue llevada al lugar habitual de la lapidación, con el fin de que pudiera ser lapidada. Se nos dice que cuando el Salvador la vio y cuando vio que estaban listos para apedrearla, les dijo a los que querían lapidarla: El que no ha pecado, tome una piedra y lánzela. Si alguien está seguro de que no ha pecado, tome una piedra y golpee. Y nadie se atrevió a hacerlo. Cuando se examinaron a sí mismos, y reconocieron que ellos también llevaban la responsabilidad de ciertas acciones, no se atrevieron a apedrearla.
(Dídimo el Ciego, Comentario de Eclesiastés 4.223.6–13).

Aunque Dídimo no nombra a su fuente, se encontró con esta tradición independiente de la historia de la mujer pecadora en un evangelio no canónico en Alejandría, que pudo haber sido el Evangelio de los hebreos.

## Cristología
La teología del evangelio está fuertemente influenciado por la enseñanza sapiencial judeocristiana. El Espíritu Santo es representado como una manifestación de la Sabiduría Divina que es llamada «madre». El aspecto femenino del Espíritu es una indicación de la influencia semítica en el lenguaje del Evangelio. El Espíritu lleva a Jesús al monte Tabor por solamente su cabello, haciéndose eco de los temas del Antiguo Testamento en las historias de Ezequiel (Ezequiel 8:3) y Habacuc (Daniel 14:36, LXX). El evangelio enfatiza el cumplimiento de la profecía de Isaías 11:2 en el bautismo de Jesús, pero también adopta elementos de la teología sapiencial judía. El Espíritu se ha reunido en un solo lugar en el momento del bautismo de Jesús, por lo que se ha convertido en el único Hijo del Espíritu en el que se ha encontrado «descanso» eterno y el reinado para siempre. El lenguaje «buscar–encontrar» y «reinar–descansar» también viene de la tradición sapiencial judía como etapas en el camino a la salvación en la que se anima al creyente a emular a la Sabiduría divina.
El «descanso» que el Espíritu Santo espera y finalmente encuentra en el Hijo también se encuentra en las especulaciones gnósticas. La sabiduría en la cadena de dichos que describe la progresión de buscar, maravillarse y buscar la salvación, es similar a la concepción hermética de la salvación que se encuentra en el alejandrino Corpus Hermetica. «Descanso» no solo debe entenderse como el fin último del que busca la verdad, lo que conduce a la salvación; también es descriptivo de una unidad con la sabiduría que se encuentra en el corazón de la Deidad. El «descanso» del Espíritu Santo en el momento del bautismo de Jesús también puede ser entendido en este sentido intemporal, como la unión y el descanso del Hijo preexistente con su Padre, de acuerdo con la concepción gnóstica de «descanso», como el mayor regalo de la salvación.

## Recepción

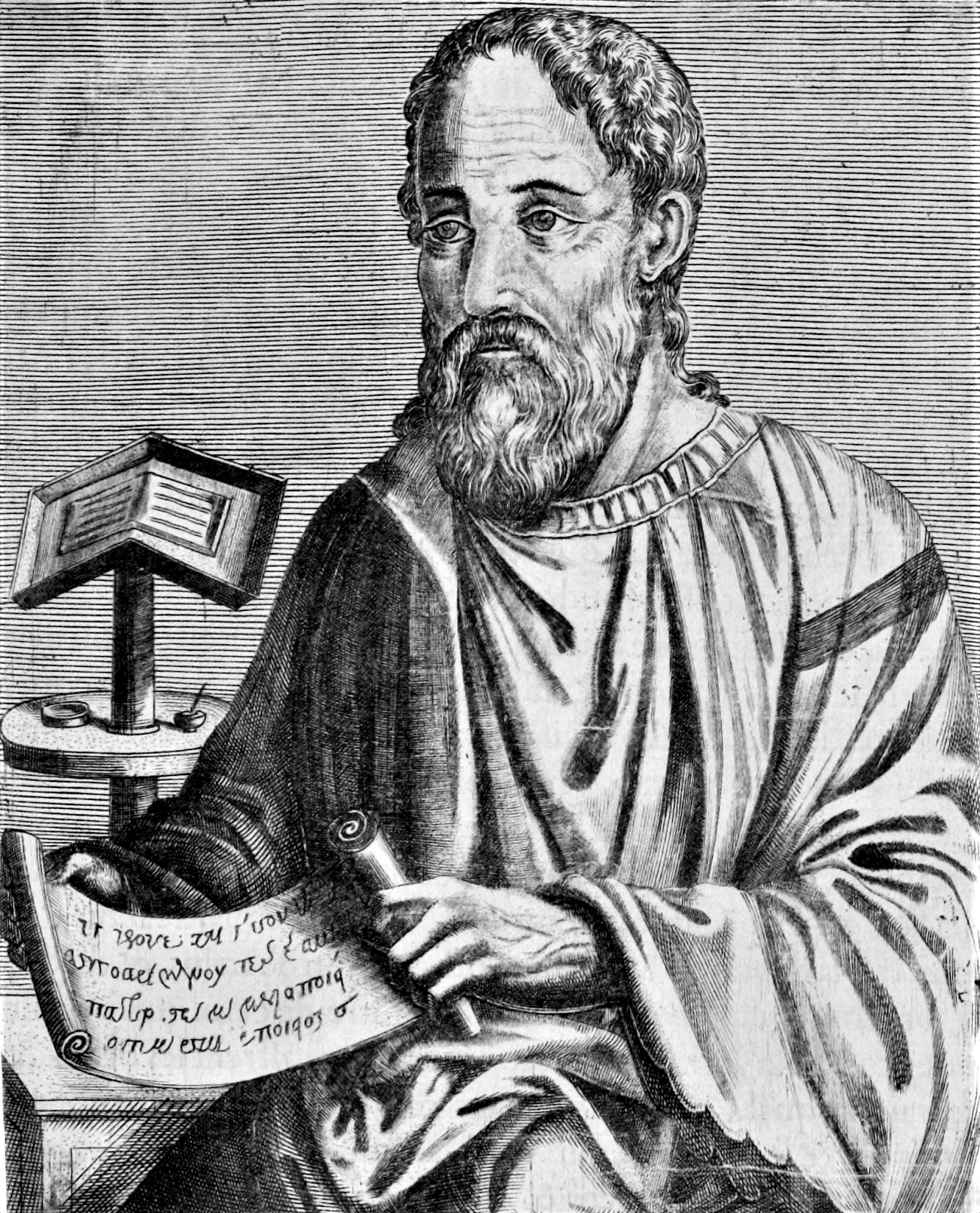
La lista de los escritos disputados de Eusebio de Cesarea, conocida como los Antilegomena, incluye el Evangelio de los hebreos.

Eusebio enumera el Evangelio de los hebreos entre los Antilegomena como uno de los escritos en disputa de la Iglesia primitiva. A pesar de ello, los Padres de la Iglesia de vez en cuando lo usaron, con reservas, como fuente para apoyar sus argumentos exegéticos. Eusebio informa que en el siglo II Hegesipo utiliza el Evangelio como fuente para escribir su Hypomneumata (Memorándum) en Roma (c. 175-180). Los Padres alejandrinos (Clemente, Orígenes y Dídimo el Ciego) dependían directamente del evangelio de proporcionar textos probatorios como un suplemento a los evangelios canónicos. Clemente cita del evangelio como parte de un discurso sobre la Sabiduría divina. Orígenes lo usó para comparar los diferentes puntos de vista de la relación entre el Verbo y el Espíritu Santo. Jerónimo afirmó haber utilizado el Evangelio como prueba textual, a pesar de que puede haber dependido en parte de extractos de los comentarios de Orígenes. Citó como prueba de la profecía basada en Isaías 11:2 para explicar cómo Jesús fue el cumplimiento de las expectativas mesiánicas. El Evangelio de los hebreos fue rechazado como herético por la Iglesia latina con el cierre del canon del Nuevo Testamento a finales del siglo IV, y dejó de ser citado como fuente en la literatura de la Iglesia.
Con posterioridad al cierre del canon, el evangelio es mencionado en una homilía Sobre la Virgen María atribuida a Cirilo de Jerusalén en una colección de historias apócrifas que se cree que fueron escritas en copto en la primera mitad del siglo VI. El autor (conocido por los estudiosos como Pseudo-Cirilo) se refiere al Evangelio de los hebreos en un diálogo polémico entre un monje y Cirilo sobre la naturaleza de María, sobre quien el monje sostiene que era un poder divino enviado del cielo. Cirilo condena la enseñanza del monje como una herejía, que el autor atribuye a Carpócrates, Satornilus y los ebionitas. No todas las menciones posteriores del evangelio eran polémicas; Beda (c. 673-735), después de enumerar algunos evangelios apócrifos rechazados por la Iglesia, incluye el Evangelio de los Hebreos entre las «historias eclesiásticas» y se refiere a su uso por Jerónimo.

## Relación con otros textos
Los primeros Padres de la Iglesia creían que solamente había un evangelio judeocristiano, tal vez en diferentes versiones; Sin embargo, los estudiosos han reconocido desde hace tiempo la posibilidad de que había al menos dos o tres. Las referencias de Jerónimo a un Evangelio de los Hebreos, o variantes de ese nombre, son particularmente problemáticas porque no está claro qué evangelio está utilizando como fuente de sus citas. Hegesipo, Eusebio y Jerónimo todos utilizan un evangelio arameo, que Jerónimo conoce como el evangelio utilizado por una secta judeocristiana conocida como los nazarenos. Evangelio de los nazarenos es el nombre adoptado por los estudiosos para describir los fragmentos de citas que se cree que se originan a partir de un evangelio arameo que se basa en tradiciones similares al Evangelio de Mateo. Un tercer evangelio fue conocido solo por Epifanio de Salamina, que atribuyó a un segundo grupo judeocristiano conocido como los ebionitas. Los estudiosos han denominado convencionalmente a siete fragmentos de una armonía del evangelio griego conservado en citas de Epifanio como Evangelio de los ebionitas. La existencia de tres evangelios judeocristianos independientes con distintas características ha sido considerada como un consenso establecido. Sin embargo, esta conclusión ha sido recientemente cuestionada con respecto a la composición del evangelio conocido como de los nazarenos y su relación con el Evangelio de los hebreos. La relación entre el Evangelio de los hebreos y los otros evangelios judeocristianos, así como una hipotética Evangelio hebreo original, es incierto y ha sido un tema constante de la investigación académica.

## Lectura adicional
- Broadhead, Edwin K. (2010). «The Earliest Communities of Jesus' Followers – 5. Alexandria». Jewish Ways of Following Jesus: Redrawing the Religious Map of Antiquity. Mohr Siebeck. pp. 115-9. ISBN 978-3-16-150304-7.
- Frey, Jörg (2012). «Die Fragmente des Hebräerevangeliums».  En Markschies, Christoph; Schröter, Jens, eds. Antike christliche Apokryphen in deutscher Übersetzung: I. Band – Evangelien und Verwandtes (en alemán) (7 edición). Mohr Siebeck. pp. 593-606. ISBN 978-3-16-149951-7.
- Klijn, Albertus F.J. (1986). «Jewish Christianity in Egypt».  En Pearson, Birger A.; Goehring, James E., eds. The Roots of Egyption Christianity. Augsburg Fortress. pp. 161-77. ISBN 978-0-8006-3100-0.
- Luomanen, Petri (2012). «Jewish Christian Gospels Recovered». Recovering Jewish Christian Sects and Gospels. Brill. ISBN 978-90-04-20971-8.
- Paget, James Carleton (2010). «Christians in Alexandria». Jews, Christians, and Jewish–Christians in Antiquity. Mohr Siebeck. pp. 137-48. ISBN 978-3-16-150312-2.
- Pearson, Birger A. (2006) [1990]. Gnosticism, Judaism, and Egyptian Christianity. Augsburg Fortress. ISBN 978-0-8006-3741-5.
- Pearson, Birger A. (2007). «Earliest Christianity in Egypt».  En Goehring, James E.; Timbie, Janet A., eds. The World of Early Egyptian Christianity. Catholic University of America Press. pp. 97-112. ISBN 978-0-8132-1480-1.
- van den Broek, Roelof (1986). «Jewish and Platonic Speculations in Early Alexandrian Theology: Eugnostos, Philo, Valentinus, and Origen».  En Pearson, Birger A.; Goehring, James E., eds. The Roots of Egyption Christianity. Augsburg Fortress. pp. 190-203. ISBN 978-0-8006-3100-0.